# Ses Salines (Mallorca)
Ses Salines (kastilisch Las Salinas) ist eine Gemeinde auf der spanischen Baleareninsel Mallorca. Sie zählt 5.129 Einwohner (Stand: 2024). Im Jahr 2006 betrug der Ausländeranteil der Gemeinde 24,6 % (1.108), der Anteil deutscher Einwohner 6,8 % (308). Der gleichnamige Hauptort Ses Salines sieben Kilometer im Landesinneren zählt 2350 Einwohner (2009), die größte Siedlung ist mit 2920 Einwohnern (2009) jedoch Colònia de Sant Jordi, ein Touristenort an der Küste. Der Name der Gemeinde leitet sich von den noch heute der Salzgewinnung dienenden großen Salinen ab.

## Geografie

### Flora und Fauna
Die Flora wird durch den Salzgehalt der Erde bedingt; es überwiegt das einheimische Immergrün, das spanische Rohr und Salzpflanzen. An den Hügeln mit geringerem Salzgehalt sind Sadebäume, Pinienwälder und Rosmarin- und Zistrosensträucher zu Hause.
An den Rändern der Salzbecken hat sich im Laufe der Jahre eine eigene, sehr spezialisierte Flora und Fauna gebildet. Nur wenige Pflanzen sind in der Lage, in dauerfeuchten Salzgebieten zu leben. Dazu gehören die chloridtoleranten, meist dickfleischigen Sukkulenten wie der Strauchqueller; die Sulfat-Halophyten, zu denen die Tamariske und das strauchige Salzkraut gehören, verringern ihren Stoffwechsel durch kleine Blattoberflächen.
Wegen des Vorkommens des Halobacteriums, das rote bis orangefarbene Carotinoide enthält, färben sich die Salzteiche rot ein. Die Halobakterien dienen dem sieben Millimeter großen Salzkrebs als Nahrungsgrundlage, welcher wiederum einer Vielzahl von Sumpfvögeln wie dem Stelzenläufer, Rotschenkel und Löffelenten als Nahrung dient. An die 170 Vogelarten leben nahe der Salinen, sogar der Fischadler wird gelegentlich gesichtet.

### Naturschutz

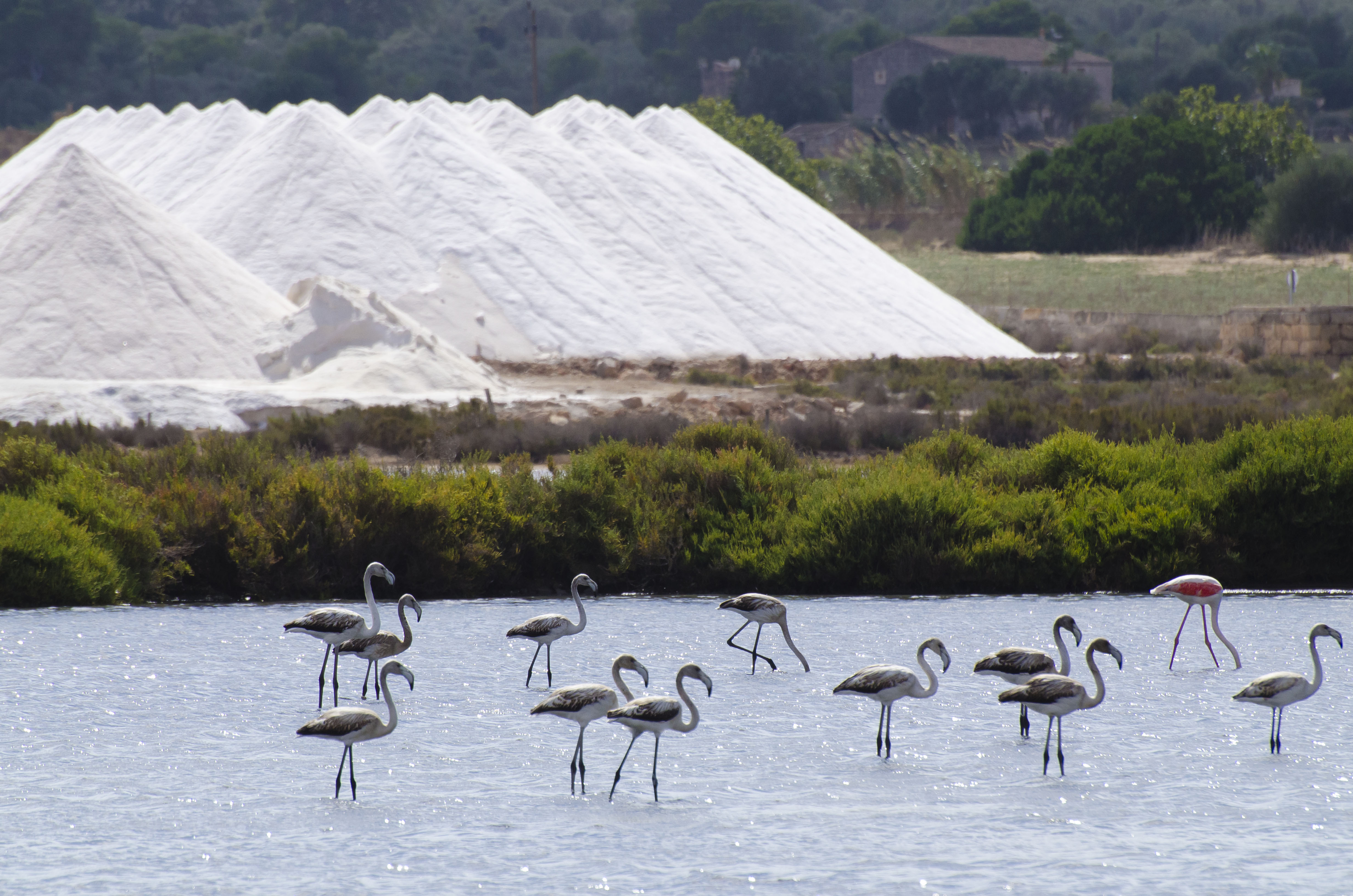
Flamingos (Phoenicopterus roseus) in den Salinen

Teile des Gemeindegebietes wurden zum Naturschutzgebiet erklärt. Innerhalb dieses Naturschutzgebietes liegt der bekannte Strand Es Trenc sowie das Landgut S’Avall, welches das größte zusammenhängende in Privatbesitz befindliche Landgut Mallorcas ist.

## Geschichte
Die Talayots und Megalithdenkmäler, die aus der Bronzezeit stammen, sind Hinweise auf den Ursprung des Ortes. Die Salinen von Sa Vall und Colònia de Sant Jordi sind die ältesten Mallorcas. Punische Händler begannen hier bereits mit der Salzgewinnung. Das Salz war auch weiterhin für Römer, Byzantiner, Araber und Christen interessant. Die so wichtigen Salzvorkommnisse erklären auch den etymologischen Ursprung der heutigen Gemeinde.
| Jahr      | 1930  | 1940  | 1950  | 1960  | 1970  | 1981  | 1991  | 2001  | 2011  |
| --------- | ----- | ----- | ----- | ----- | ----- | ----- | ----- | ----- | ----- |
| Einwohner | 1.555 | 1.625 | 1.924 | 2.036 | 2.231 | 2.538 | 3.009 | 3.389 | 5.272 |

## Kultur und Sehenswürdigkeiten

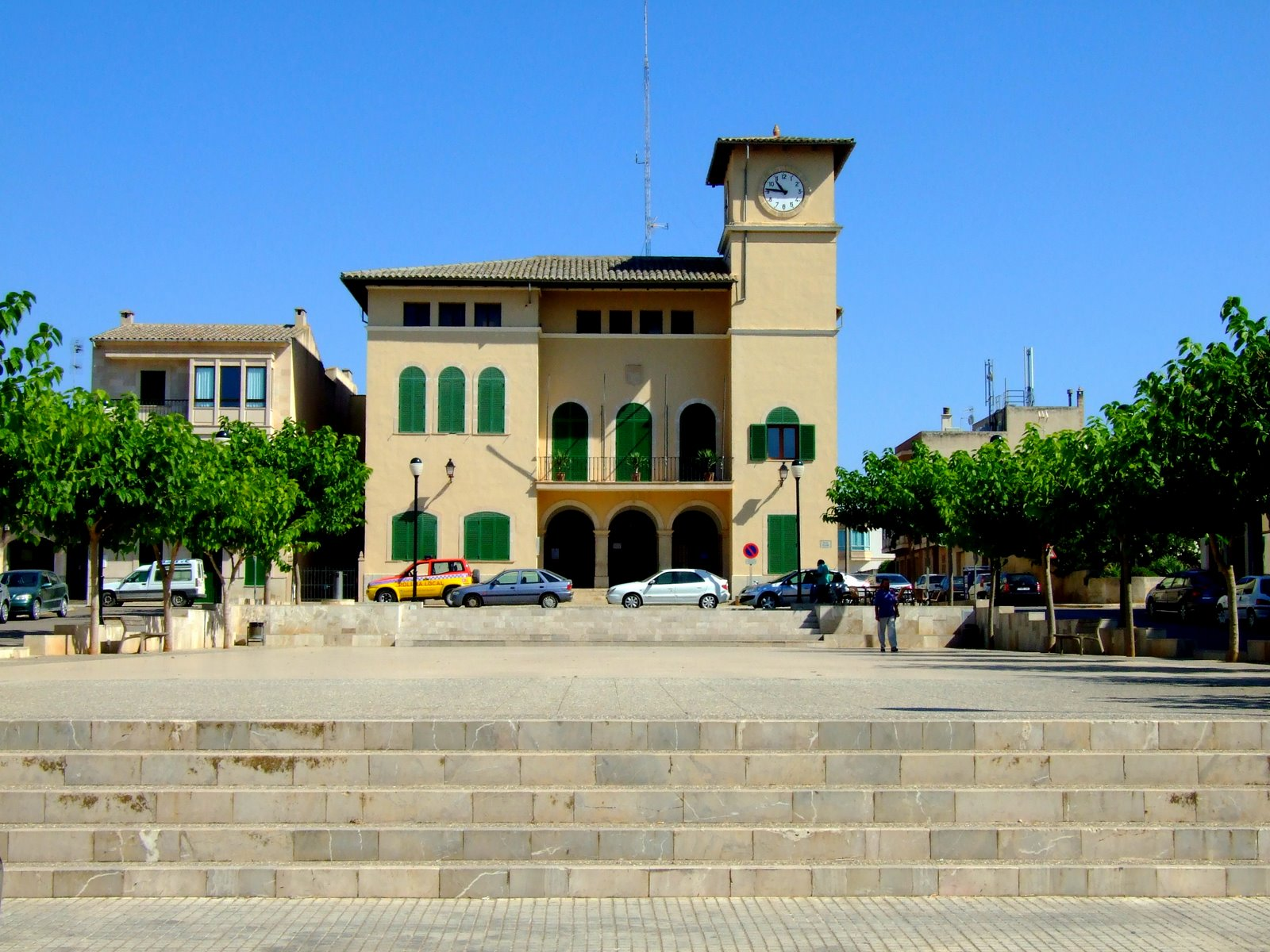
Plaça Major Gemeindeverwaltung

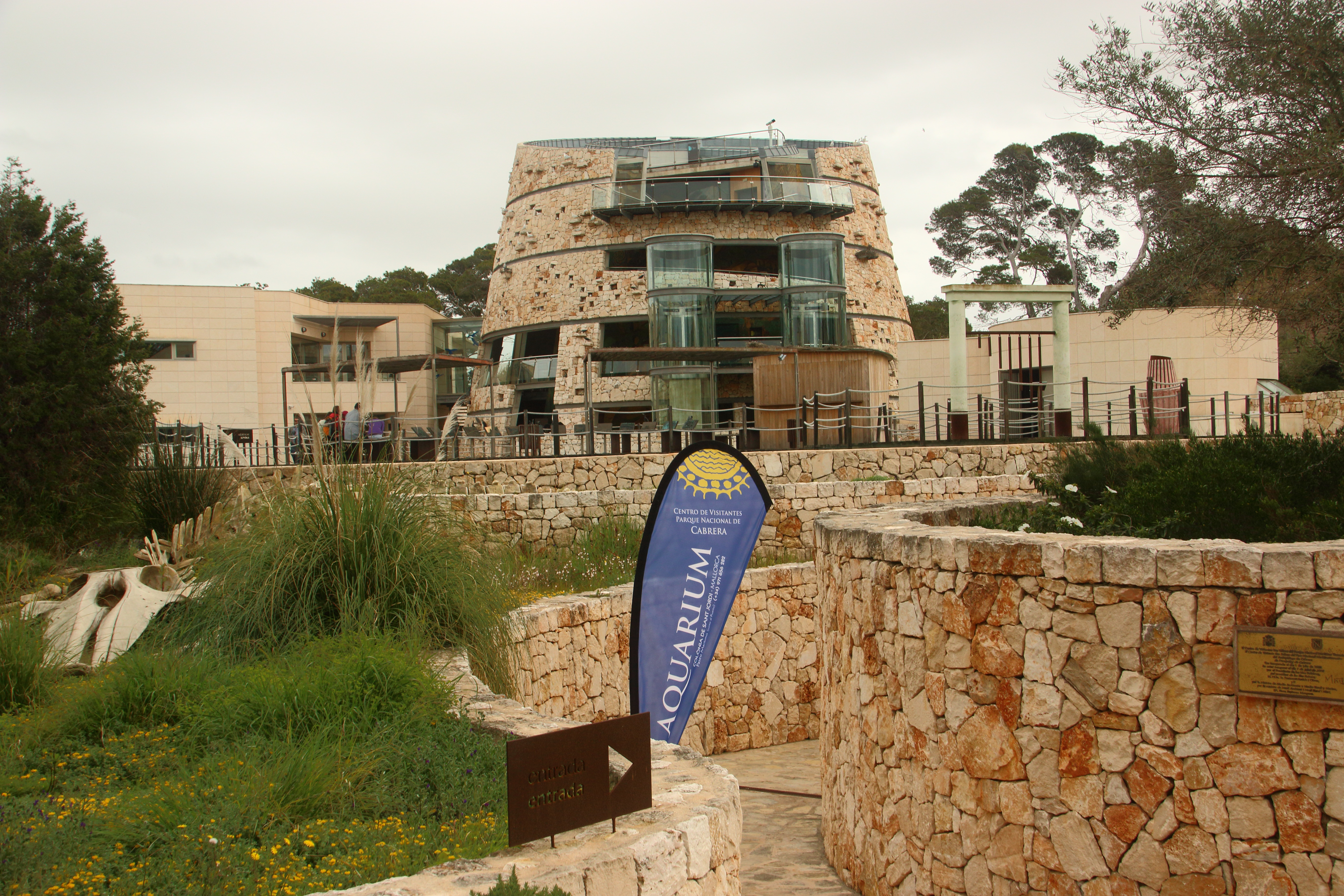
Eingang zum Besucherzentrum des Nationalparks Archipiélago de Cabrera in Colònia de Sant Jordi

Sehenswert sind die Überreste der vor- und frühgeschichtlichen Siedlungen von Talaia Joana und die Talaiots von Na Mera, Es Mitjà Gran und Es Antigors sowie punische Relikte auf der Insel Na Guardia und Reste römischer Schiffe in der Nähe der Küste. Ferner das dicht an der Saline gelegene Festungswerk S’Estany aus dem 15. Jahrhundert, der Aussichtsturm von S’Avall aus dem 14. Jahrhundert und die neben der Gemeindekirche gelegene Festung Torre de Ca’n Bàrbara, die unter König Jakob I. militärischen Zwecken dienten. Der Leuchtturm Far des Cap de ses Salines am Cap de ses Salines, zur Gemeinde Santanyí gehörig, als Beobachtungspunkt und Ausgang für Wanderungen und die Anlage Botanicactus, ein privat betriebener botanischer Garten mit einer riesigen Sammlung von Kakteen.
In der Siedlung Colònia de Sant Jordi befindet sich das Informationszentrum des Nationalparks Archipiélago de Cabrera. Es wurde vom spanischen Architekten D. Álvaro Planchuelo Martínez de Haro entworfen. Das Hauptgebäude ist einem Talayot nachempfunden. Neben der spektakulären Architektur ist vor allem das Aquarium des Informationszentrums sehenswert. Es ist der Unterwasserwelt des Nationalparks gewidmet. In den 18 Becken mit insgesamt nahezu einer Million Liter Fassungsvermögen werden ca. 200 Arten gehalten.

### Strände
Zum Gemeindegebiet zählen die Strände:
- Es Carbó y Ses Roquetes
- Es Dolç
- Es Trenc
- Els Estanys
- Platja d’es Port

### Feste
- Sant Antoni (17. Januar)
- Sant Jordi (23. April)
- La Fira-Espectacle de Ses Salines (1. Mai)
- Sommerfeste von Colònia de Sant Jordi (erster Samstag und Sonntag im August)

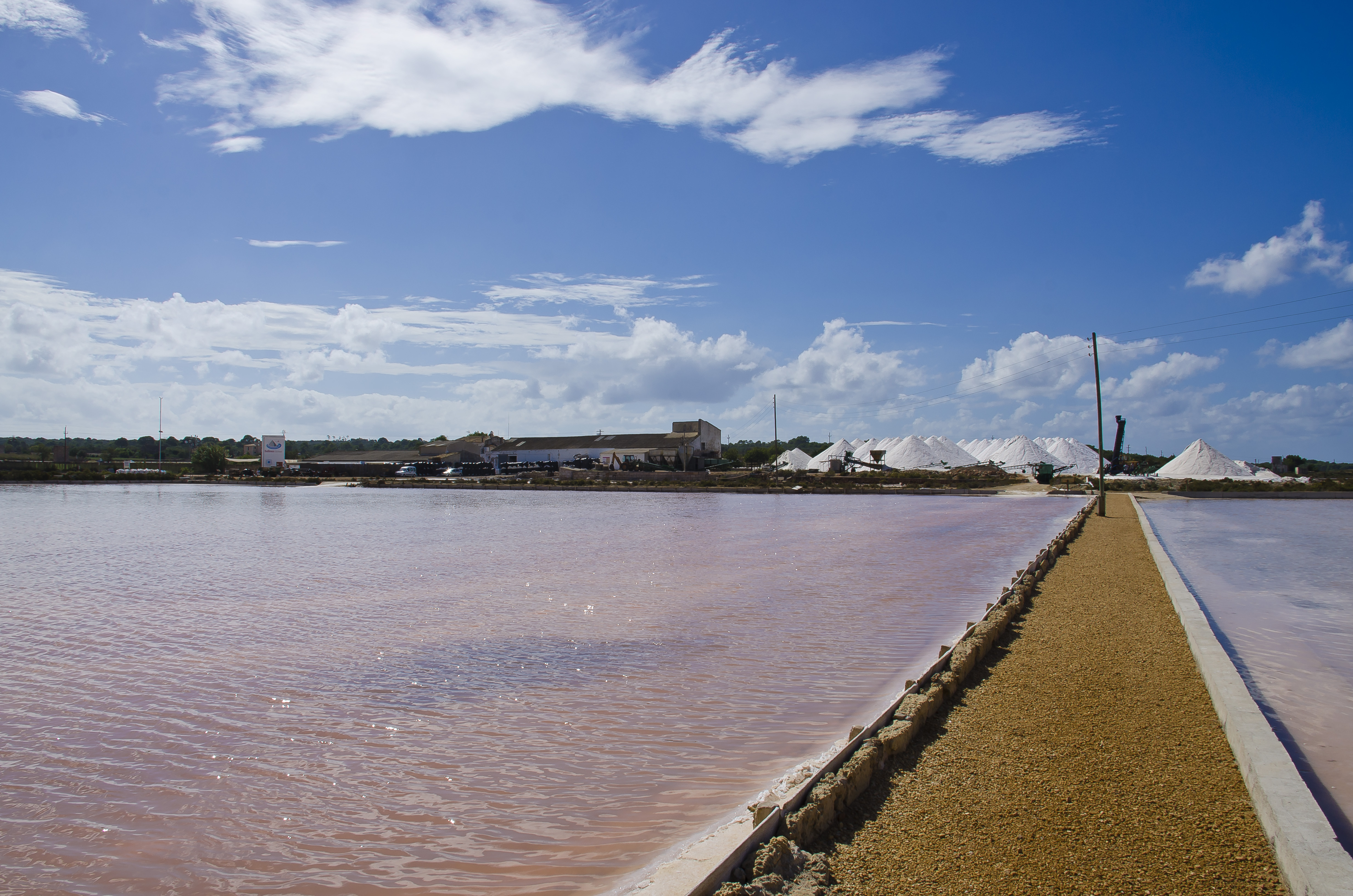
Saline nordöstlich des Strandes Es Trenc

- San Bartomeu (24. August)

## Wirtschaft

### Salzgewinnung
Seit 1850 betreibt ein Unternehmen die Gewinnung von Meersalz zu Speisezwecken auf industriellem Niveau. Jeweils im April wird das Meerwasser (mit rund 4,7 Gramm je Liter Salzgehalt) in quadratische Becken, sogenannte cocons, von 250 Metern Kantenlänge eingelassen. Rund 130 Hektar künstlicher Salzlagunen füllen sich so jeden Frühling. 300 Hektar waren es noch vor 100 Jahren. Während des Verdunstungsprozesses im Sommer wird das Wasser mehrmals in andere Becken umgeleitet, um die Kristallisierung des Salzes feiner werden zu lassen. Von der Oberfläche wird dabei in Handarbeit das wesentlich feinere Flor de Sal „abgeerntet“, das bei Feinschmeckern sehr beliebt ist. Im September tragen Bagger die dicke Salzkruste ab. Diese wird anschließend zerkleinert in  Bergen auf Halde gelegt, bis sie gereinigt und für den Verbrauch verpackt wird. Heute werden jährlich noch rund 8000 Tonnen Tafelsalz gewonnen.

## Persönlichkeiten
- Miguel Mora (1936–2012), Radrennfahrer